# Monestir de Sant Adrià de Sasau
El Monestir de Sant Adrià de Sasau va ser fundat a finals del segle ix i es trobava a la Vall de Lubierre, en l'actual municipi de Borau. Va servir de seu al primer bisbe del comtat d'Aragó i tot el que en queda en l'actualitat és l'església romànica de Sant Adrià de Sasau, originària del segle xii, doncs del monestir tan sols en queden segurament ruïnes enterrades.
L'església formava part de l'antic monestir, que va ser el més important del comtat d'Aragó en el segle x i va ser una de les seus dels bisbes d'Aragó (en la seva etapa itinerant, sense seu episcopal degut a les incursions sarraïnes de l'Emirat de Còrdova i després al califat de Còrdova, situació que es perllongà fins al 1077, quan els bisbes es van traslladar definitivament a Jaca. Encara hi ha una inscripció a l'església de Sant Adrià del Sasau que diu: "Aquí descansen tres bisbes". El primer d'aquests bisbes va ser Ferriolo, intitulat bisbe sisabensis, que va ser consagrat pel bisbe de Pamplona a principis del segle x, quan els comtes d'Aragó van passar a ser els reis de Pamplona de la Dinastia Ximena mitjançant un canvi de dinastia per via matrimonial (juntament amb una ocupació militar navarresa fins a la vall alta del riu Gállego).
El monestir estava situat en el mateix lloc on s'aixeca l'església avui, en el marge esquerre del riu Lubierre (afluent del riu Aragó), poc després de la confluència de les rieres Cáncil i Bordel, que formen l'esmentat riu Lubierre. S'accedeix a l'església a través de la pista forestal HF-3102-AA, que es pren des de la carretera veïnal, de Borau a Aisa, HU-V-2201 quan aquesta abandona la vall del Lubierre. Després d'estar sepultada durant diversos segles, els veïns de Borau van demanar que es desenterrés l'església, ja que estava plena d'aigües estancades.
Es diu que els bisbes d'Osca, en la seva fugida dels musulmans, van ocultar a Sant Adrià del Sasau el Sant Greal per a protegir-lo dels invasors. Després, el sant Calze passaria a Jaca, al Monestir de Sant Joan de la Penya, al Palau de l'Aljaferia, Barcelona, per acabar a la Catedral de València.